# Paul Martin (arcebispo)
Paul Gerard Martin, S.M. (Hastings, 5 de maio de 1967) é um prelado neozelandês da Igreja Católica, atual arcebispo de Wellington.

## Biografia
Paul Martin nasceu em 5 de maio de 1967 em Hastings, região de Hawke's Bay e Arquidiocese de Wellington, na costa leste da Ilha do Norte na Nova Zelândia.
Ele entrou na Sociedade de Maria em 1985, com apenas dezessete anos, e então fez sua profissão solene em 7 de janeiro de 1988. Ele foi ordenado diácono em 15 de novembro de 1992 pela imposição das mãos de Denis George Browne, Bispo de Auckland. Posteriormente, recebeu a ordenação sacerdotal em 4 de setembro de 1993, pela imposição das mãos de Denis George Browne, bispo de Palmerston North.

## Ministério episcopal

### Bispo de Christchurch
Em 5 de dezembro de 2017, Martin foi nomeado pelo Papa Francisco para substituir Barry Jones, o 9º bispo de Christchurch, que morreu em 13 de fevereiro de 2016. Em 3 de março de 2018 ele foi consagrado como o 10º bispo de Christchurch, em um grande encontro no Boy's High School Auditorium, Christchurch, pelo cardeal John Atcherley Dew, arcebispo de Wellington, coadjuvado pelo bispo emérito de Christchurch, Basil Meeking e por Charles Drennan, bispo de Palmerston North.
Durante seu mandato como Bispo de Christchurch, a diocese viu uma reestruturação das paróquias. Muitas paróquias foram combinadas para criar cinco "super" paróquias em Christchurch, bem como combinar todas as igrejas nos distritos de Selwyn e Waimakariri em sua própria paróquia.
Uma das decisões que ele enfrentou como bispo de Christchurch foi o futuro da Catedral do Santíssimo Sacramento, depois de ter sido severamente danificada nos terremotos de Canterbury em 2010, entre fevereiro de 2011 e junho de 2011. Seu predecessor, Barry Jones, sugeriu que a nave da catedral poderia ser salva. Em agosto de 2019, Martin tomou a decisão de demolir a catedral. Em setembro de 2020, o trabalho de demolição começou.
Em dezembro de 2019, Martin fez planos públicos para um novo local da catedral, numa escola primária católica, hotéis, escritórios e um estacionamento, tudo em colaboração comunitária e comercial com a Ōtākaro Limited e os desenvolvedores da cidade, o Carter Group.

### Arcebispo de Wellington
Em 1 de janeiro de 2021, o Papa Francisco, o promoveu a arcebispo coadjutor de Wellington . Em 5 de maio de 2023, com a renúncia de seu antecessor, sucedeu como arcebispo de Wellington.
Em 27 de maio de 2023 foi nomeado Ordinário Militar da Nova Zelândia.